# Mitridate V di Partia
Mitridate V di Partia (... – 140) governò la parte occidentale dell'Impero Parto dal 129 al 140.
Era fratello del re Osroe I, che governò dal 109 al 129.

## Biografia
Durante l'invasione della Mesopotamia dell'imperatore romano Traiano (98 - 117) Mitridate e suo figlio Sanatruce II riuscirono a conquistare il diadema ma vennero sconfitti. Dopo la morte di Osroe I nel 129 assunse il potere e continuò la lotta per la successione contro il rivale Vologase III di Partia (105 - 147). Morì durante una battaglia nella Commagene nel 140.
Mitriade V designò suo figlio Sanatruce II come successore, ma quest'ultimo morì in battaglia contro i romani. Il re divenne un altro suo figlio, Vologase IV (147-191), che si impossessò del trono dopo la morte di Vologase III nel 147.